# Tephritis pterostigma
Tephritis pterostigma är en tvåvingeart som beskrevs av Chen 1938. Tephritis pterostigma ingår i släktet Tephritis och familjen borrflugor. Inga underarter finns listade i Catalogue of Life.